# أوغست نيلاتون
أوغست نيلاتون (بالفرنسية: Auguste Nélaton)‏ ـ (17 يونيو 1807 ـ 21 سبتمبر 1873) هو طبيب وجراح فرنسي.

## مولده وسيرته العلمية
ولد نيلاتون في باريس، وبدأ دراسة الطب سنة 1828، وحصل على درجة الدكتوراه في الطب سنة 1836، وكان موضوع أطروحته للدكتوراه تأثير الدرن على العظام. وبعد ثلاثة أعوام عُين نيلاتون زميلًا بمستشفى سان لوي (بالفرنسية: Hôpital Saint-Louis)‏ بعد نشره بحثًا المعنون «في علاج أورام الثدي». وفي سنة 1851 رُقي إلى درجة أستاذ، وهو المنصب الذي ظل فيه حتى اختير جرّاحًا خاصًا للإمبراطور نابليون الثالث سنة 1867.

## منجزاته الجراحية

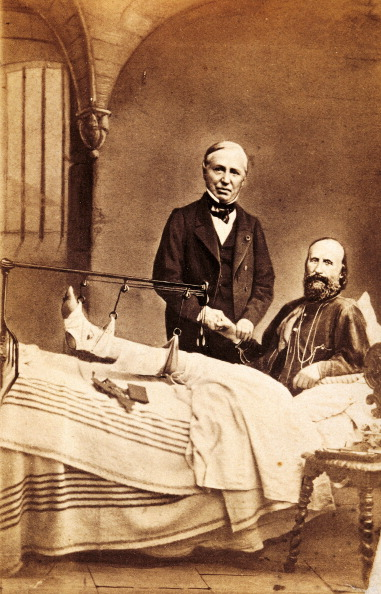
نيلاتون مع القائد الإيطالي غاريبالدي أثناء علاجه

كانت لنيلاتون أبحاث في الجراحة التجميلية، كما كانت له إسهامات ملموسة في جراحة الحوض وجراحة الجهاز الهضمي، وابتكر مجسًا يستخدم في تحديد أماكن المقذوفات النارية في الجسم سمي بمجس نيلاتون، واستخدم هذا المجس في تحديد مكان رصاصة أصابت كاحل القائد الإيطالي جوزيبي غاريبالدي سنة 1862.
يعزى إلى نيلاتون أيضًا ابتكار القسطرة البولية المطاطية المسماة باسمه (قسطرة نيلاتون)، والتي رفعت عن المرضى معاناة القسطرة باستخدام أنابيب صلبة. وله أيضًا إسهامات في تطوير تقنية جراحة استخراج حصي الجهاز البولي.

## عضويته في الجمعيات العلمية والسياسية
في سنة 1867 انتخب نيلاتون عضوًا أجنبيًا بالأكاديمية الملكية السويدية للعلوم، وفي العام التالي عُين عضوًا بمجلس شيوخ الإمبراطورية الفرنسية.

## وفاته
توفي نيلاتون في باريس سنة 1873، ودُفن بمقبرة بير لاشيز.

## من تلاميذه
كان من تلاميذه الجرّاح المصري محمد دري، الذي لازم عيادة نيلاتون الجراحية سنتين كاملتين، وبشره نيلاتون بمستقبل مجيد وحث رفاقه على الاقتداء به.